# Moussa Kalisse
Moussa Kalisse (n. 18 mai 1983, Bodegraven, Țările de Jos) este un fotbalist neerlandez care evoluează în prezent la SBV Excelsior. De-a lungul carierei a mai evoluat la Sparta Rotterdam și la FCM Târgu-Mureș.